# 謎の家
『謎の家』（なぞのいえ、原題：La demeure mystérieuse）は、モーリス・ルブランの『アルセーヌ・ルパン』シリーズの一篇。1928年6月25日から7月31日にかけて、日刊ル・ジュルナル紙に連載。翌1929年ラフィット社から単行本刊行。初版3万部、増刷も合わせて合計4万部。ラフィット社は228万5千部発行したと誇大に広告で謳った。
『バーネット探偵社』での名道化役・ベシュ刑事とのエピソードのうちの一編。一等航海士であり紳士探偵でもあるジャン・デンヌリ子爵ことアルセーヌ・ルパンは、ベシュ刑事と時には協力し、時には対決しながらメラマール伯爵家の悲劇と邸宅の謎を解き明かしていく。